# 威廉森岩
威廉森岩（英語：Williamson Rock），是南極洲的岩石，位於羅斯島北岸，處於克羅澤角西北面7公里，由英國探險隊繪入地圖，現時由南極條約體系管理。